# Hitcham
Hitcham ist ein Dorf und eine Verwaltungseinheit im District Babergh in der Grafschaft Suffolk, England. Hitcham ist 19,3 km von Ipswich entfernt. Im Jahr 2022 hatte es eine Bevölkerung von 346 Einwohnern. Hitcham wurde 1086 im Domesday Book als Hecham/Hetcham erwähnt.